# Matthew Sorinola
Matthew Alexander Sorinola (Lambeth, Inglaterra, 19 de febrero de 2001) es un futbolista británico que juega como defensa en el Plymouth Argyle F. C. de la League One.

## Primeros años
Nació en Lambeth. Es de origen nigeriano.

## Trayectoria

### Milton Keynes Dons F. C.
En 2017 se unió a la academia del Milton Keynes Dons F. C. habiendo jugado previamente en los equipos de la academia del Fulham F. C. Firmó un contrato profesional con el club en junio de 2019. Durante el EFL Trophy 2019-20, hizo tres apariciones con el primer equipo, contra el Fulham sub-21, el Wycombe Wanderers F. C. y el Newport County A. F. C. Firmó un nuevo contrato con el Milton Keynes Dons F. C. en diciembre de 2019, antes de unirse al Beaconsfield Town F. C. en calidad de cedido en febrero de 2020.
Marcó su primer gol profesional con el club el 8 de septiembre de 2020, en la victoria por 3-1 en el EFL Trophy ante el Northampton Town F. C. El 30 de enero de 2021 marcó su primer gol en la liga, en una victoria a domicilio por 2-0 contra el AFC Wimbledon.

### Royale Union Saint-Gilloise
El 14 de mayo de 2021 se unió al recién ascendido Union Saint-Gilloise de la Segunda División de Bélgica con un contrato de tres años tras rechazar un nuevo acuerdo con el Milton Keynes Dons F. C. Marcó su primer gol con el club el 18 de septiembre en una victoria por 2-1 en casa contra el SV Zulte Waregem.
Regresó al Reino Unido para la temporada 2022-23 después de ser cedido al Swansea City A. F. C., equipo que entrenaba Russell Martin, su entrenador en Milton Keynes. Tras esta cesión volvió a Bélgica y a finales de 2023 rescindió su contrato. Entonces regresó otra vez a Inglaterra y a mediados de enero fichó por el Plymouth Argyle F. C.

## Estadísticas

### Clubes
Actualizado al último partido disputado el 3 de mayo de 2025.
| Club                                | Div.          | Temporada     | Liga  | Liga  | Copas nacionales | Copas nacionales | Copas internacionales | Copas internacionales | Total | Total |
| Club                                | Div.          | Temporada     | Part. | Goles | Part.            | Goles            | Part.                 | Goles                 | Part. | Goles |
| ----------------------------------- | ------------- | ------------- | ----- | ----- | ---------------- | ---------------- | --------------------- | --------------------- | ----- | ----- |
| Milton Keynes Dons F. C. Inglaterra | 3.ª           | 2019-20       | 0     | 0     | 3                | 0                | ―                     | ―                     | 3     | 0     |
| Milton Keynes Dons F. C. Inglaterra | 3.ª           | 2020-21       | 34    | 1     | 9                | 2                | ―                     | ―                     | 43    | 3     |
| Milton Keynes Dons F. C. Inglaterra | Total club    | Total club    | 34    | 1     | 12               | 2                | 0                     | 0                     | 46    | 3     |
| Union Saint-Gilloise · Bélgica      | 1.ª           | 2021-22       | 14    | 1     | 2                | 0                | ―                     | ―                     | 16    | 1     |
| Swansea City A. F. C. Gales         | 2.ª           | 2022-23       | 29    | 2     | 2                | 0                | ―                     | ―                     | 31    | 2     |
| Swansea City A. F. C. Gales         | Total club    | Total club    | 29    | 2     | 2                | 0                | 0                     | 0                     | 31    | 2     |
| Union Saint-Gilloise · Bélgica      | 1.ª           | 2023-24       | 0     | 0     | 0                | 0                | 0                     | 0                     | 0     | 0     |
| Union Saint-Gilloise · Bélgica      | Total club    | Total club    | 14    | 1     | 2                | 0                | 0                     | 0                     | 16    | 1     |
| Plymouth Argyle F. C. Inglaterra    | 2.ª           | 2023-24       | 12    | 1     | 2                | 0                | —                     | —                     | 14    | 1     |
| Plymouth Argyle F. C. Inglaterra    | 2.ª           | 2024-25       | 25    | 0     | 5                | 0                | —                     | —                     | 30    | 0     |
| Plymouth Argyle F. C. Inglaterra    | Total club    | Total club    | 37    | 1     | 7                | 0                | 0                     | 0                     | 44    | 1     |
| Total carrera                       | Total carrera | Total carrera | 114   | 5     | 23               | 2                | 0                     | 0                     | 137   | 7     |